# Esker de Pyynikki
L'esker de Pyynikki (en finnois : Pyynikinharju) est un esker à Tampere en Finlande,.

## Présentation
La crête s'élève à une altitude de 160 mètres et à 80 mètres au-dessus de la surface du lac Pyhäjärvi. 
L'esker de Pyynikki fait partie du Salpausselkä de l'Ostrobotnie du Sud.
L'esker continue à l'ouest de Pyynikinharju sous la forme d'une crête rocheuse connue sous le nom de Pispalanharju et Tahmela. 
À l'est, après le regroupement urbain de Tampere, l'esker s'élève pour devenir Kalevankangas, où se trouve un cimetière depuis près de 200 ans. 
À Kangasala, la ligne des crêtes se poursuit sous le nom de Kirkkoharju, Kuohunharju, Keisarinharju et Vehoniemenharju. Comme les esker longitudinaux, Pyynikinharju est principalement constitué de graviers et de sable.
Il y a encore quelques vieux pins sylvestres qui poussent à Pyynikki, mais leurs racines sont en partie à nu car le sol sableux descend vers le lac Pyhäjärvi au fil des ans. 
La végétation sur les crêtes comprend des pins sylvestres mais aussi des Genévrier commun qui sont protégés. 
Cependant, les baies de genièvre peuvent être cueillies mais les branches ne doivent pas être pliées ou le genévrier ne doit pas être arraché du sol. L'Érable plane pousse aussi sur l'esker, ce qui lui donne des belles couleurs en automne.
La tour d'observation de Pyynikki, construite en 1929, est toujours en service.
Elle dispose d'un café au rez-de-chaussée. 
Il y a des escaliers en bois à plusieurs endroits sur les pentes de Pyynikki, le long desquels on peut atteindre le sommet de Pyynikki depuis la rive du lac Pyhäjärvi.

## Galerie

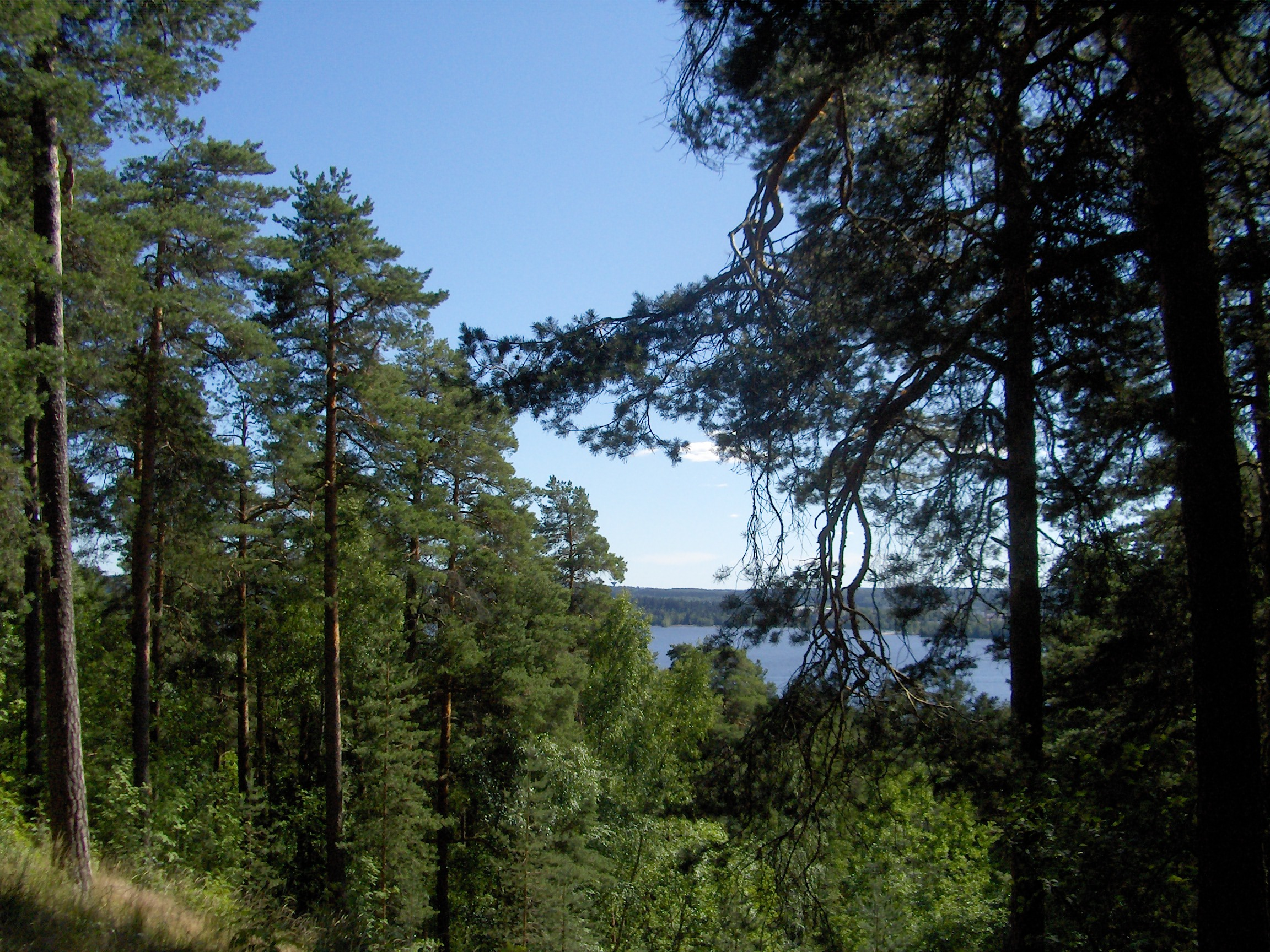
Pyynikinharju
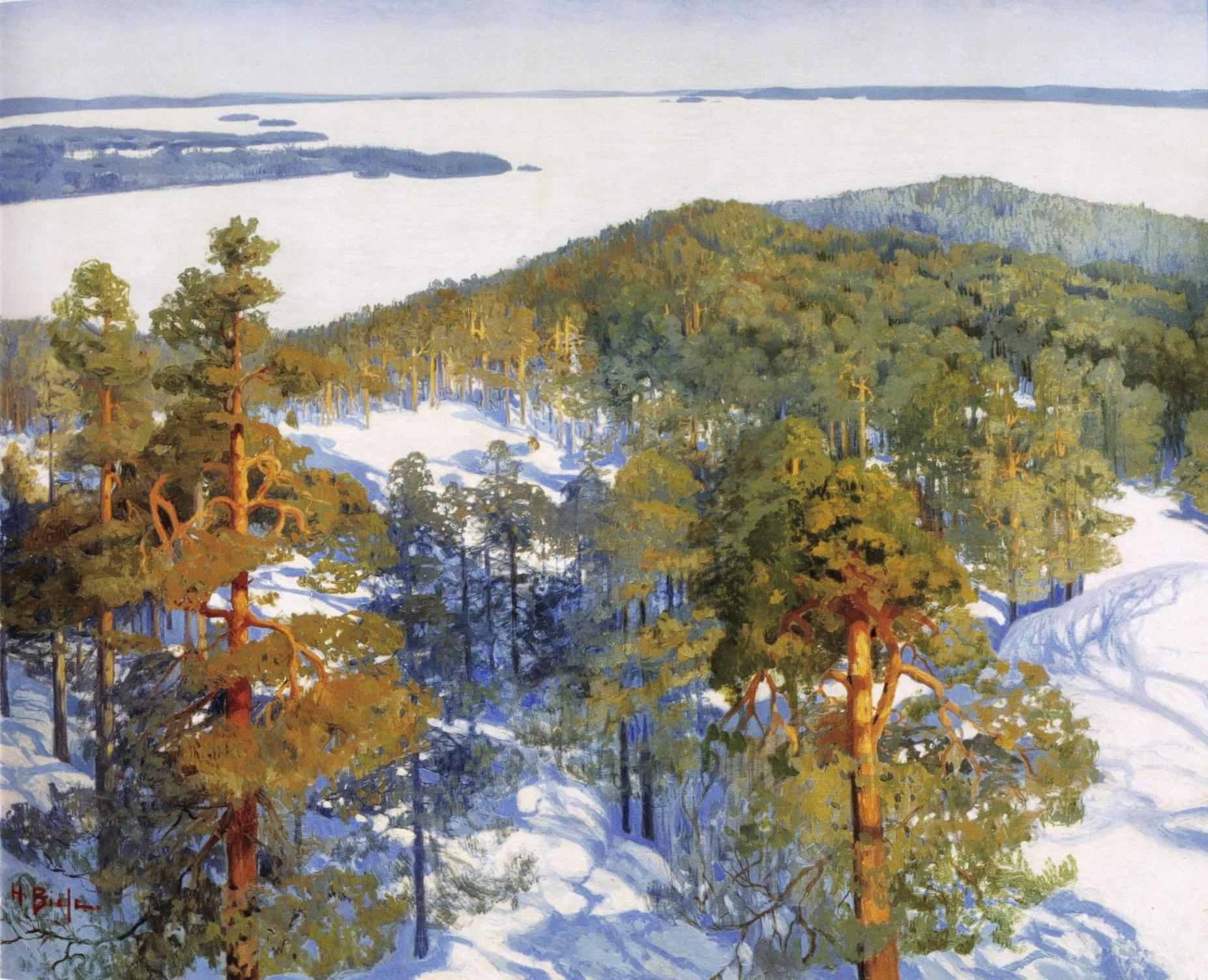
Vue hivernale de l'esker de Pyynikki[4].
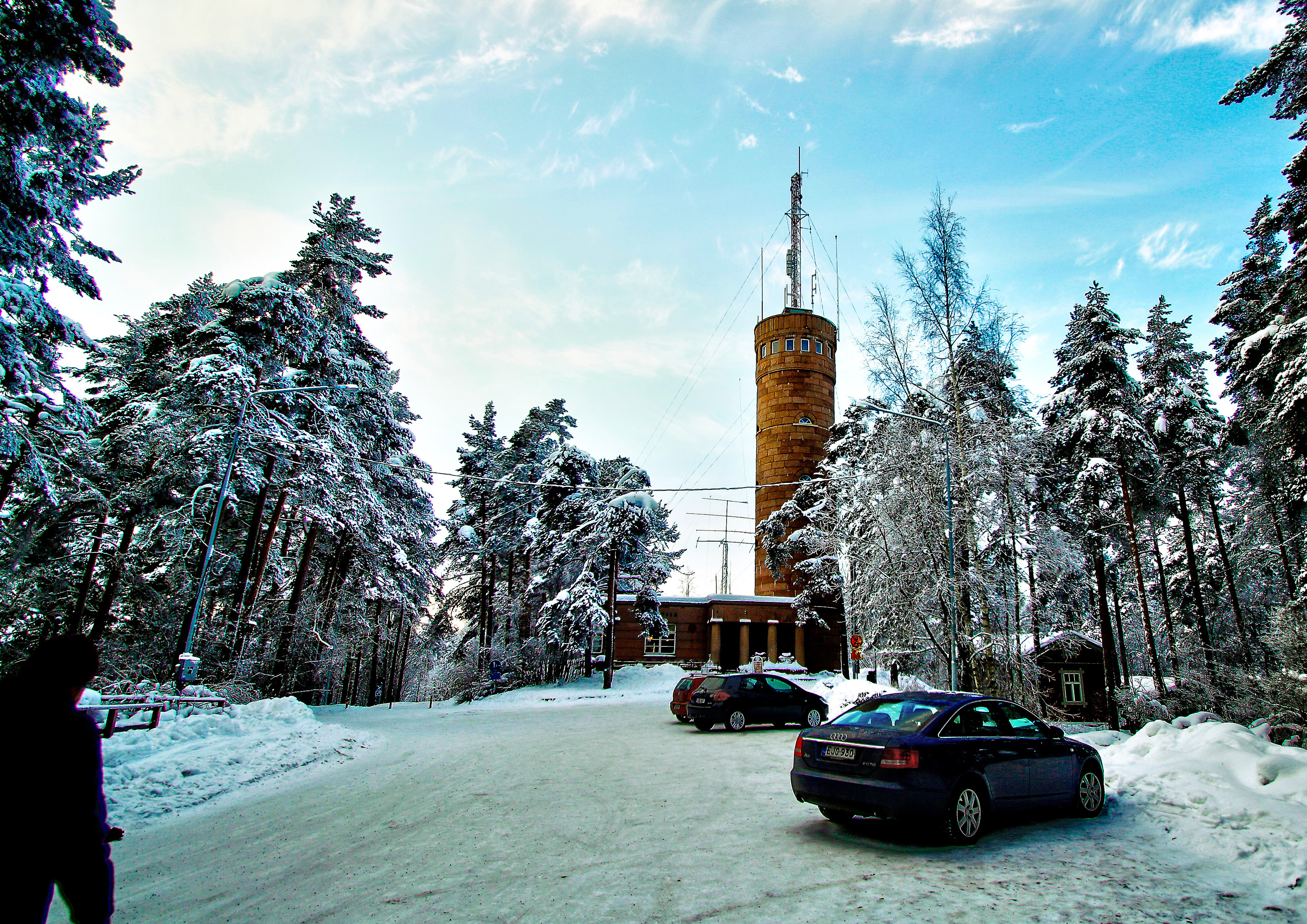
Tour d'observation
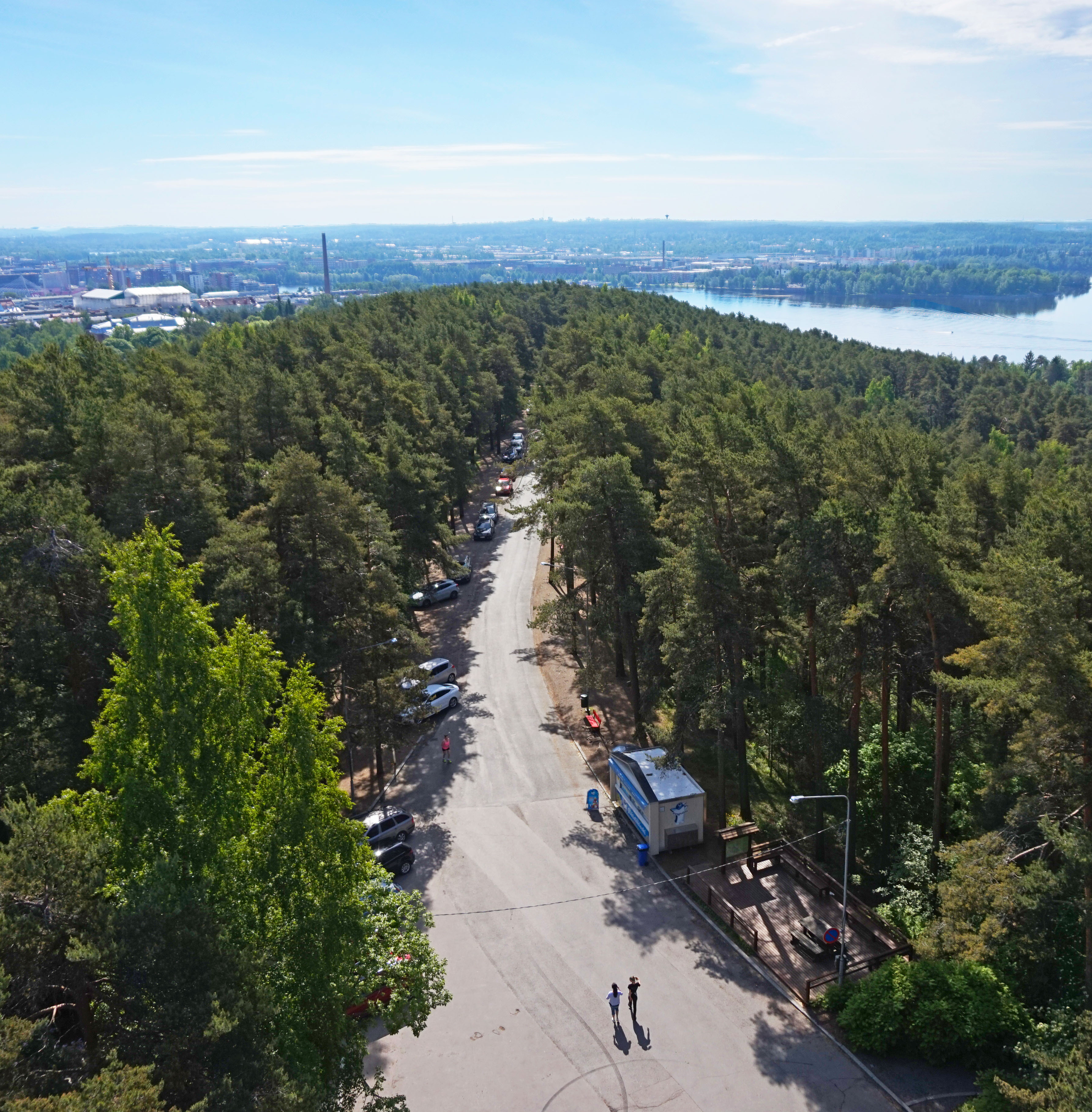
Le chemin de la tour.